# Châteaumeillant (Weinbaugebiet)
Das Weinbaugebiet Châteaumeillant liegt in den beiden französischen Départements Indre (Gemeinden Champillet, Feusilles,  Nérot und Urciers) und Cher (Gemeinden Châteaumeillant, Reigny, Saint Maur und Vesdun). Die Größe des Anbaugebietes beträgt 250 ha, von denen 70 ha für Rot- und 20 ha für Roséwein gebraucht wird. Es ist das französische Weinanbaugebiet, das der Geografischen Mitte Frankreichs am nächsten liegt.

## Geschichte
Die Anfänge des Rebanbaus werden im 5. Jahrhundert vermutet. Der Ortsname Châteaumeillant geht auf das Meylan der Bituriger zurück, einem keltischen Volksstamm, also der „bituriganischen Rebe“. Im 15./16. Jahrhundert sprach der Kartograph Peutiger von dem Ort „Mediolanum“, der gallorömischer Verkehrsknotenpunkt und wichtiger Handelsplatz für Weinamphoren gewesen war. Auf einer im 12. Jahrhundert entstandenen Kopie einer römischen Straßenkarte, die von den Britischen Inseln bis nach China reicht, ist diese Straßenkreuzung verzeichnet.
Ende des 18. Jahrhunderts wurde von Lyon her Gamay eingeführt, der ab 1830 etabliert war. Seit dem 18. Februar 1965 ist das Weinbaugebiet als VDQS (Vin Délimité de Qualité Supérieure) klassifiziert. 2010 kam die AOC-Klassifizierung hinzu.

## Natürliche Gegebenheiten
Der Wein vom Weinbaugebiet Châteaumeillant wird in einer Höhe zwischen 235 und 285 m angebaut. Er wächst auf metamorphen Gesteinsschichten aus Sandstein, Glimmerschiefer und Gneis mit darüberliegenden Silikaten mit hohem Sand- und Lehmanteil. Ganz im Norden befinden sich Gelber Kalkstein Hettangium (Calcaires jaune Hettangien), um Châteaumeillant herum auch sandige Ablagerungen aus der Trias.
Die Ausläufer des Zentralmassivs sorgen für das kühlste Klima, das innerhalb des Anbaugebietes der Loire vorherrscht. Die Sommer sind mild und warm, die Winter kühl bis kalt. Die Durchschnittsniederschlagsmenge liegt bei 800 mm, die sich gleichmäßig über das ganze Jahr verteilen.

## An- und Ausbau
Die zugelassenen Rebsorten sind Gamay noir à jus blanc, Pinot noir sowohl für Rot- als auch für Roséweine und Pinot Gris zusätzlich für Rosés. Die Pflanzdichte beträgt mindestens 5500 Reben pro ha, es wird der einfache Guyot-Schnitt mit acht ganzen Trieben angewendet. Den Weinbau besorgen sieben private Winzer und eine Winzergenossenschaft.
Die Ernte beginnt je nach jahreszeitlicher Witterung zwischen der letzten Woche im September und der ersten Woche im Oktober innert von drei Wochen. Begonnen wird die Ernte mit Pinot Gris, dann Pinot Noir und zuletzt Sauvignon. Im Châteaumeillant werden nach Angaben des Weindachverbandes Loire inzwischen 80 % der Ernte mit Vollerntern gelesen, um möglich schnell die Ernte zur Pressung zu bringen und damit unerwünschte Oxidation zu vermeiden. Der Wein hat nur kurze Lagerfähigkeit von etwa zwei Jahren.